# Musée d'Art asiatique de San Francisco
Le Musée d'Art asiatique de San Francisco (Asian Art Museum - San Francisco) est situé dans le quartier du Civic Center de San Francisco dans un bâtiment inauguré en 1966. Il abrite environ 15 000 objets d'Asie. La base de cette collection provient du patrimoine du millionnaire Avery Brundage, mort en 1975. Il s'agit du plus riche musée d'art asiatique du monde après celui de Taïpeh. En 1989, un département d'art coréen est venu enrichir cette institution. Enfin, le 20 mars 2003, après une restructuration menée sous la direction de l'architecte italienne Gae Aulenti, le musée offre un nouveau cadre aux collections.